# Leptostylopsis incrassatus
Leptostylopsis incrassatus es una especie de escarabajo longicornio del género Leptostylopsis, tribu Acanthocinini, familia Cerambycidae. Fue descrita científicamente por Klug en 1829.

## Distribución
Se distribuye por Bahamas, islas Caimán, Cuba y Estados Unidos.

## Descripción
La especie mide 6-11 milímetros de longitud. El período de vuelo ocurre en los meses de mayo, junio, julio, agosto y noviembre.